# 창고극장
창고극장(倉庫劇場)은 아리나스테이지형의 특수한 소극장으로서 당초 극단 '에저또'가 설립한 것이었다. 그러다가 정신과 의사 유석진(兪碩鎭) 박사가 인수하여 1976년 4월 22일 재개관한 것이다. 연중무휴 공연을 내걸고 나선 창고극장은 주로 대관을 위주로 했다. 소위 프로듀서 시스템이란 새로운 극단운영제도도 바로 이 극장에서 나타난 것이었다. 처음에는 오태석(吳泰錫)·이윤영(李允榮) 등 신진 연출가들을 기용하여 새로운 기획을 시도했으나 여의치 않았고, 개관 1년 동안 순전히 대관 위주로 하던 방식을 바꾸고 극단 '창고극장'을 발족시키기에 이르렀다.
그러니까 대관과 자체공연이라는 이중 운영으로 바꾼 것이다. 주로 연극 경험이 적은 젊은이들로 구성된 극단 '창고극장'은 성공적인 공연이 별로 없었다. 원로 연출가 이원경(李源庚)을 대표로 한 '창고극장'은 <사당(寺黨)네> 같은 수작(秀作)도 내놓았으나 번역극은 대체로 성공을 거두지 못하였다. 그러나 '창고극장'은 봄·가을의 시즌공연을 깼고 새로운 극단제도인 프로듀서 시스템을 시도하였으며, 창작극 시리즈와 같은 의욕적 연극운동을 전개한 본거지였던 것만은 부인할 수 없다.